# Мартін ван Бюрен
Ма́ртін Ван Бюрен (також Ван Б'юрен; англ. Martin Van Buren; 5 грудня 1782 — 24 липня 1862) — восьмий президент Сполучених Штатів Америки з 1837 по 1841 рік.

## Початок кар'єри
Народився 1782 року в штаті Нью-Йорк у бідному сімействі вихідців з Нідерландів. Ван Бюрен був єдиним президентом США, чиєю рідною мовою була не англійська (у цьому випадку нідерландська). Окрім того, Ван Бюрен був першим президентом, що народився в незалежних Штатах (а не в англійських колоніях).
Демократична партія США в 1821 році направила його як сенатора в Конгрес США. Тут Ван Бюрен виступав проти системи високих мит, висловився за продаж чи передачу загальнодержавних земель відповідним штатам. У 1828 році він висловлювався на підтримку генерала Джексона, внаслідок чого той, відразу ж після приходу на посаду президента, призначив Ван Бюрена державним секретарем США, а через два роки, для припинення непорозумінь, які з'явились у кабінеті, відправив його як посланника в Лондон. Сенат, проте, невдовзі зажадав його повернення, й 1832 року Демократична партія виставила його кандидатом у віцепрезиденти при Джексоні, який балотувався на другий термін. Після перемоги Джексона під час виборів Ван Бюрен став віцепрезидентом США (1833—1837).

## Президентство
У 1836 році Ван Бюрен був обраний наступником Джексона; суперниками його були Вебстер, Клей і Гаррісон. Вступив на посаду президента у березні 1837 року. Передусім наміром Ван Бюрена було покласти край фінансовим ускладненням, які в останні роки управління Джексона досягли свого апогею. Для цього він запропонував остаточно відокремити фінанси держави від банків і влаштувати державну скарбницю у Вашингтоні та її відділи в провінційних містах. Проєкт цей, проте, було рішуче відкинуто, популярність Ван Бюрена знизилася.

## Поразка під час виборів і невдалі спроби повернути президентство
На президентських виборах 1840 року перемогу здобув представник вігів генерал Гаррісон. Кандидатура Ван Бюрена в 1844 році також не мала успіху; президентом був обраний віг Джеймс Нокс Полк. Причиною цього була частково недовіра до нього з боку рабовласницьких штатів, оскільки вже у 1841 році Ван Бюрен рішуче висловився категорично проти приєднання Техасу без згоди Мексики. Новоутворена в 1846 році партія Вільної землі, противників рабства, обрала в 1848 році своїм кандидатом у президенти Ван Бюрена. Проте після мексиканської війни гучна слава генерала Тейлора залучила на його бік маси всіх політичних напрямів, і Ван Бюрен знову залишився при меншості голосів.
З того часу Ван Бюрен відійшов від справ та провів решту життя у своєму маєтку, де помер 24 липня 1862 року від бронхіальної астми у віці 79 років. Похований на Реформаторському кладовищі м. Кіндерхук; його дружина Ханна, його батьки та син поховані разом із ним.

## Цікаві факти
- Єдина велика літературна праця Ван Бюрена: «Inquiry into the origin and course of political parties in the United States» (1867, посм.);
- Перший президент США — етнічний нідерландець;
- Перший президент — уродженець штату Нью-Йорк;
- Перший президент — прихожанин Нідерландської реформатської церкви;
- Єдиний президент США, рідною мовою якого була не англійська (а нідерландська);
- Ще двічі балотувався на виборах 1840 і 1848 років, обидва рази невдало;
- Ван Бюрен як і Томас Джефферсон займав посаду державного секретаря та віцепрезидента перед тим, як був обраний президентом США.